# Широкий проезд
Широ́кий проезд — небольшая улица Москвы, в Останкинском районе Северо-Восточного административного округа; между проспектом Мира и улицей Годовикова. В прошлом — 1-й Банный переулок, в 1922 году получил название Широкий проезд в противоположность соседнему Узкому переулку.

## Расположение
Широкий проезд начинается от дублёра проспекта Мира напротив Кулакова переулка, пересекает Большую Марьинскую улицу и заканчивается на улице Годовикова.